# چارلز زیمرمن
چارلز هورتون زیمرمن (زادهٔ ۱۹۰۸ درگذشتهٔ ۱۹۹۶) یک مهندس هوافضا آمریکایی بود. او در دهه ۱۹۳۰ میلادی کار کار خود را در مرکز تحقیقات لنگلی آغاز نمود و در طمینه طراحی بدنه هواپیما، ماهی‌واره و فاکتور لود پژوهش می‌کرد. او در دهه ۴۰ میلادی ایده ساخت ووت ایکس‌اف۵یو را مطرح کرد که به دستاوردهای بزرگی انجامید. زیمرمن دارنده جایزه مدال برادران رایت نیز هست.

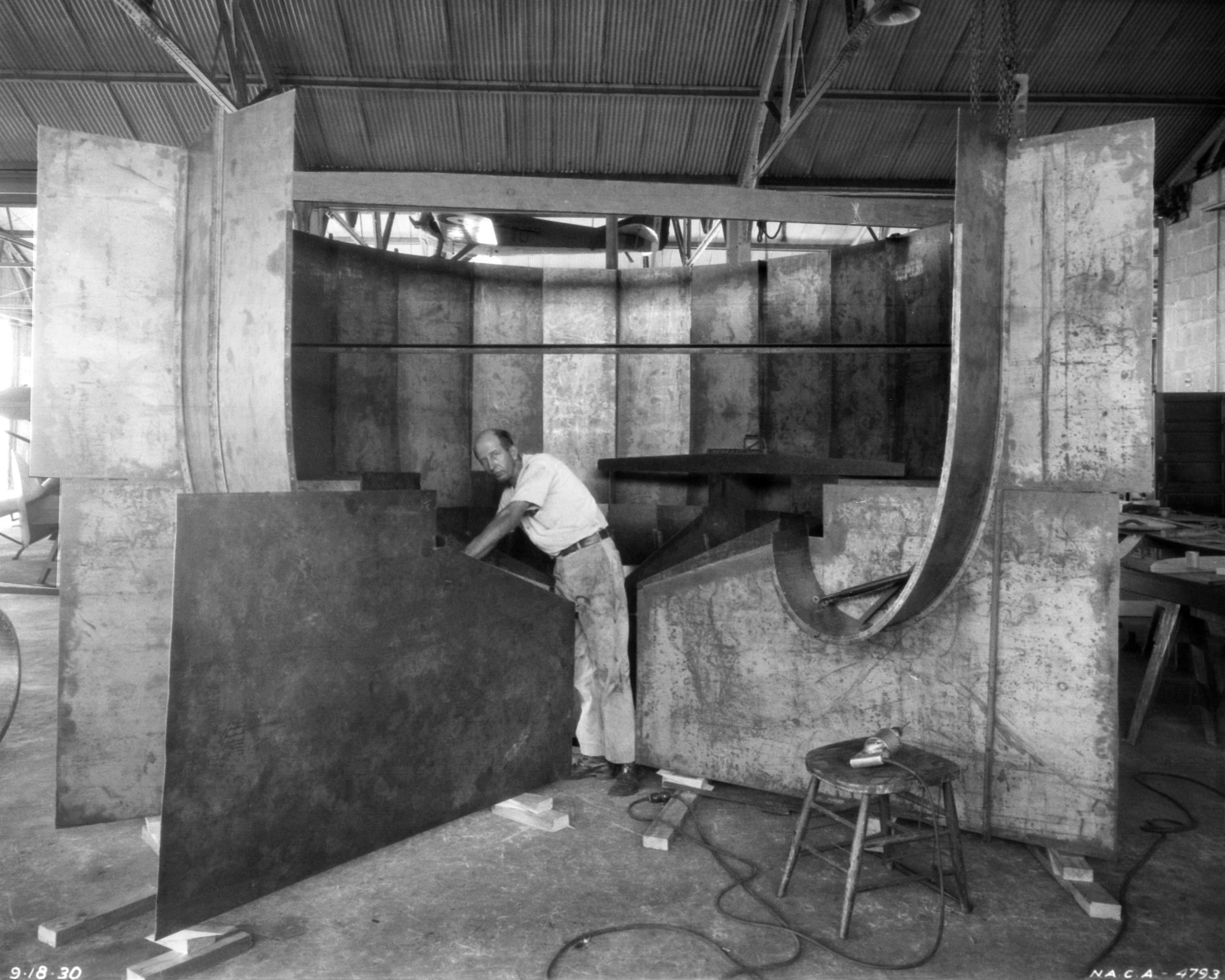
چارلز زیمرمن موفق شد در سال ۱۹۲۸ نخستین تونل باد جهان را اختراع کند. بیشینهٔ سرعت این تونل ۱۲۸ کیلومتر در ساعت بود.
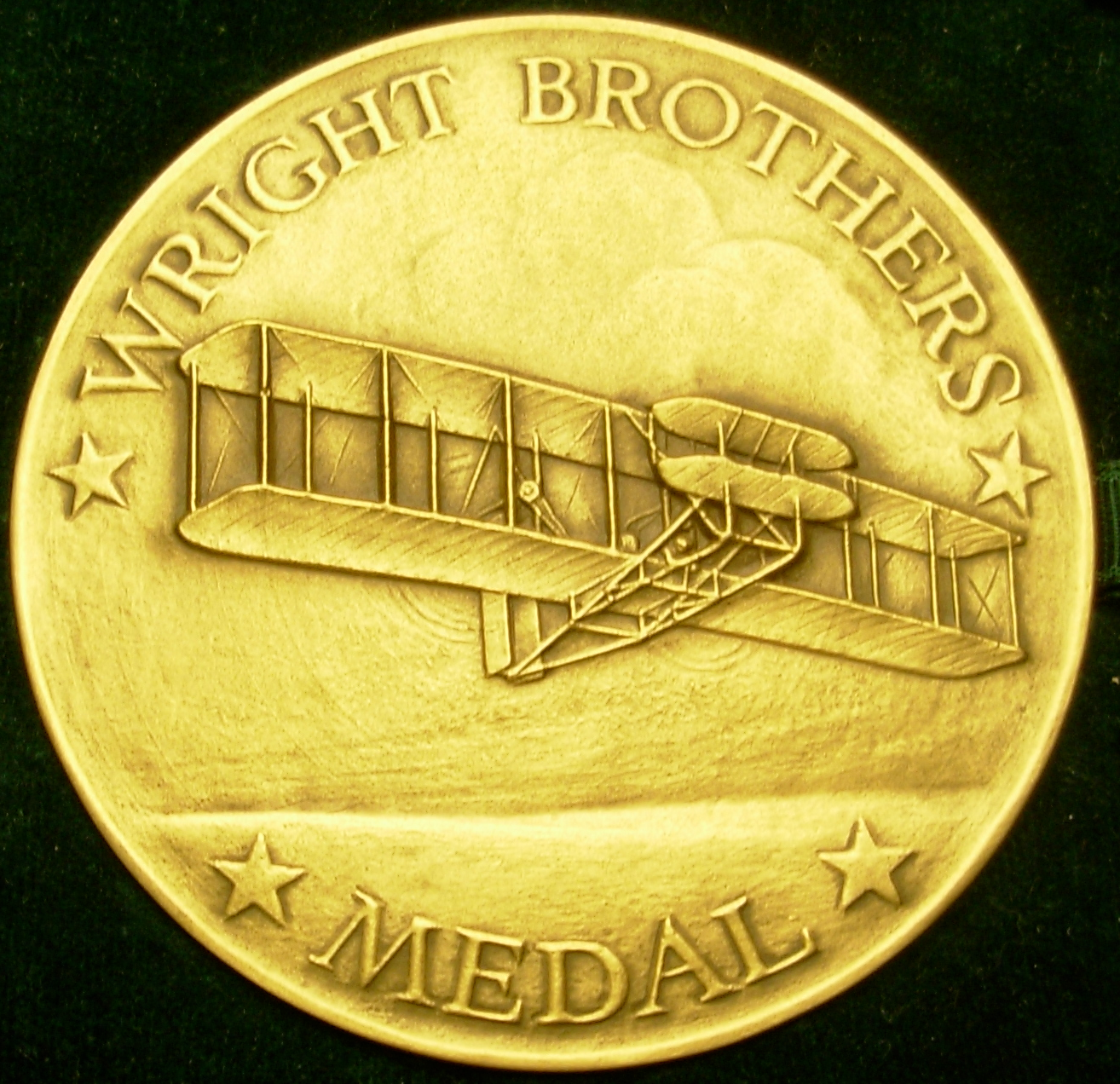
چارلز زیمرمن در سال ۱۹۵۶ برندهٔ مدال برادران رایت شد.